# Парк XVIII століття (Тщенець)
Парк XVIII ст. — парк-пам'ятка садово-паркового мистецтва місцевого значення в Україні. Розташований у межах Мостиського району Львівської області, в селі Тщенець. 
Площа 11 га. Статус надано 1984 року. 
Природоохоронний статус наданий з метою збереження парку, закладеного у XVIII ст. довкола панського маєтку.